# Finlands nationalbiografi
Finlands nationalbiografi (finska: Suomen kansallisbiografia) är ett samlingsverk bestående av mer än 6 000 korta biografier över betydelsefulla finländare samt personer och släkter med anknytning till Finland.
Biografierna har skrivits som projekt inom Finska historiska samfundet åren 1993–2001. Cirka 700 sakkunniga inom historia, konst, vetenskap, kultur och näringsliv har bidragit med artiklar till biografin.
Ett urval av innehållet i Finlands nationalbiografi utgjorde grunden till det svenskspråkiga uppslagsverket Biografiskt lexikon för Finland.

## Samtliga släkter i Finlands nationalbiografi

### Från och med Svenska tiden
- Adlercreutz (1600–)
- Aeimelaeus (1500–)
- Alanus (1600–)
- Alfthan (1600–)
- Alopaeus (1600–)
- Aminoff (1600–)
- Anna Jönsdotter  (1500–1700)
- Antell (1500–)
- Armfelt (1600–)
- Assersson  (1300–1600)
- Autuisten  (1400–1500)
- Avellan (1600–)
- Balk (1300–1500)
- Banér (1400–1700)
- Becker (1700–)
- Bergbom (1700–)
- Bergh (1700–)
- Bergroth (1700–)
- Berner (1600–)
- Bielke (1200–)
- Bitz (1300–1600)
- Björkenheim (1700–)
- Björkstén (1700–)
- Björnberg (1600–)
- Blomstedt (1600–)
- Blåfield (1400–)
- Boije (1400–)
- Boisman (1400–)
- Bonsdorff (1600–)
- Borenius (1600–)
- Borg (1700–)
- Borgström (1700–)
- Brander (1600–)
- Bremer (1700–)
- Brenner (1500–)
- Brofeldt (1600–)
- Brotherus (1600–)
- Brunou (1700–)
- Bruun (1600–)
- Böste (1400- talet)
- Cajander (1700–)
- Cajanus (1600–)
- Calamnius (1500–)
- Camenaea Beata (K 1699)
- Carpelan (1400–)
- Carstenius (1600–)
- Castrén (1600–)
- Cedercreutz (1600–)
- Chydenius (1700–)
- Collan (1600–)
- Colliander (1600–)
- Creutz (1400–)
- Cygnaeus (1700–)
- De la Gardie (1500–1800)
- de Pont (1700–)
- Diekn (1300–1600)
- Donner (1600–)
- Dufva i Finland  (1400–1700)
- Ehrnrooth (1500–)
- Ehrström (1700–)
- Ekestubbe (1500–1900)
- Elfving (1700–)
- Enckell (1600–)
- Ervast (1700–)
- Estlander (1600–)
- Europaeus (1700–)
- Fabritius (1600–)
- Falander (1500–)
- Fellman (1500–)
- von Fieandt (1600–)
- Fincke (1300–1700)
- Fleming (1300–1800)
- Flög (1300–1500)
- Forbus (1500–1700)
- Fordell (1400–)
- Forselius (1600–)
- Forsius (1600–)
- Forsman (1500–)
- Fortelius (1600–)
- Franzén (1600–)
- Frenckell (1700–)
- Frille (1300–1600)
- Frosterus (1500–)
- Furuhjelm (1700–)
- Garp (1300–1500)
- Gedda  (1600-talet)
- Granfelt (1500–)
- Gripenberg (1600–)
- Grotenfelt (1600–)
- Gummerus (1600–)
- Haartman  (1600–)
- Hackman (1600–)
- Heideman von (1600–)
- Heikel (1700–)
- Hellenius (1600–)
- Hemming (1500–1600)
- Herttua (1400–1700)
- Heurlin (1600–)
- Hirn (1600–)
- Hjelt (1600–)
- Holsti (1600–)
- Homén (1700–)
- Horn (1300–)
- Hornborg (1600–)
- Hulkkonen (1600–1700-talet)
- Hällström (1700–)
- Hästesko af Målagård (1500–)
- Idman (1600–)
- Ignatius (1600–)
- Ille (1400–1600)
- Ingman (1600–)
- Jaenisch (1700–1900)
- Johansson-Kaila (1700–)
- von Julin (1700–)
- Juusten Anna (K 1642)
- Jägerhorn (1300–)
- Järnefelt (1600–)
- Kihlman (1700–)
- Kilpi (1500–)
- von Knorring (1500–)
- von Konow (1600–)
- Kottarainen (1300–1600)
- von Kraemer (1500–)
- Krogius (1600–)
- Krohn (1700–)
- Kurck (1300–2000)
- Ladau (1500–)
- Lagus (1500–)
- Lang (1500–)
- Lavonius (1600–)
- Leijonhufvud (1300–)
- Lepasätten  (1400–1600)
- Lilius (1500–)
- Lindelöf (1400–)
- Lithovius (1500–)
- Luukela (1400–)
- Malm (1600–)
- Malmberg (1700–)
- Mannerheim (1600–)
- Mathesius (1500–1900)
- Meinander (1600–)
- Melartopaeus (1500–)
- Meurman (1600–)
- Molander (1500–)
- Munck af Fulkila (1500–)
- Munsterhjelm (1600–)
- Mustakallio (1700–)
- Neovius (1700–)
- Nordenskiöld (1600–)
- Nordenswan  (1700–)
- Nordman (1700–)
- Nyberg (1500–)
- Nycopensis (1600–)
- Nylander (1500–)
- Näyhä (1400–1600)
- Orraeus (1600–)
- Palander (1600–)
- Palmén (1600–)
- Palmgren (1700–)
- Parviainen (1500–)
- Pennainen (1400–1600)
- Pipping (1500–)
- Poikon  (1400–1600)
- Poppius (1500–)
- Procopé (1500–)
- Pölväjä (1300–1700)
- Qvist (1700–)
- Ramsay (1100–)
- Rehbinder (1600–)
- Rein (1600–)
- Rengosson (1400-talet)
- Renvall (1700–)
- Reuter (1600–)
- Roos (1600–)
- Rosenbröijer (1500–)
- Rosenlew (1600–)
- Ross (1100–1900)
- Runeberg (1600–)
- Ruuth (1500–)
- Sacklén (1600–)
- Sandelin (1700–)
- Saxén (1700–)
- von Schantz (1600–)
- Schauman (1600–)
- Schildt (1500–)
- af Schultén (1600–)
- Sederholm (1600–)
- Serlachius (1600–)
- Simelius (1600–)
- Sirelius (1700–)
- Sjöstedt (1600–)
- Skelge (1300–1500)
- Skytte (1400–1600)
- Sluk (1300–1600)
- Snellman (1600–)
- Sovelius (1600–)
- Spåre (1300–)
- Stackelberg (1600–)
- Standertskjöld (1700–)
- Stenbäck (1600–)
- Stenius (1500–)
- Stigulf Ragvaldinpojan  (1300–1500)
- Stjernvall (1600–)
- Streng (1600–)
- Strömmer (1600–)
- Ståhlberg (1700–)
- Stålarm (1400–1700)
- Sursill (1400–)
- Svärd (1300–1500)
- Särkilahti (1300–1700)
- Takku (1400–1800)
- Tallqvist (1500–)
- Tavast (1400–)
- Tawaststjerna (1600–)
- Thesleff (1500–)
- Tigerstedt  (1500–)
- Tolpo (1600–)
- Toppelius (1600–)
- Tott (1400–1700)
- von Troil  (1700–)
- Tudeer (1600–)
- Törnudd (1700–)
- Tötterman (1700–)
- Villilän  (1200–1500)
- Virmailan  (1400–)
- Vuolteen  (1400–1600)
- Wacklin (1600–1900)
- Wallenius (1500–)
- Wasenius (1600–)
- Wegelius (1600–)
- Wetterhoff (1700–)
- Wichmann (1700–)
- von Willebrand (1500–)
- Winter (1600–)
- Wrede  (1200–)
- von Wright (1700–)
- Zilliacus (1600–)

### Från och med Storfurstendömet Finland (1809–1917)
- Ahlström (1800–)
- Ahmavaara (1800–)
- Alanen (1800–)
- de la Chapelle (1800–)
- Erkko (1800–)
- Fazer (1800–)
- Flodin (1800–)
- Frey (1800–)
- Genetz (1700–)
- Hallman (1700–)
- Hallstén-Kallia (1800–)
- Hannikainen (1700–)
- Itkonen (1800–)
- Reenpää (1800–)
- Relander (1600–)
- Starckjohann (1800–)
- Stenberg (1700–)
- Stiller (1800–)
- Stockmann (1800–)
- Tengström (1600–)
- Törnqvist (1600–)
- Vitikkala (1700–)
- Åkerman (1700–)

### Från och med Republiken Finland
- Helkama (1900–)
- Palo (1900–)
- Ranin (1900–)
- Rinne (1900–)
- Roine (1900–)
- Simonen (1800–)